# Anabar
Pour les articles homonymes, voir Anabar (homonymie).
L'Anabar (en russe : Анабар) est un fleuve long de 939 km qui coule dans le nord-est de la Sibérie orientale en Russie d'Asie. Il draine le nord-est du plateau de Sibérie orientale qui constitue la plus ancienne partie du socle sibérien et se jette dans la mer des Laptev près de Nordvik.

## Géographie
Son bassin a une superficie de 100 000 km2. Le débit moyen est de 498 m3/s à son arrivée dans le fjord de l'Anabar. Le débit de l'Ouèlé n'est pas inclus dans ce chiffre.
Le fleuve, après avoir longé le plateau de l'Anabar, se jette dans la mer des Laptev au niveau de la baie d'Anabar qui constitue le fjord le plus oriental de Russie : plus à l'est le climat devient trop sec pour avoir permis la formation de glaciers durant l'ère glaciaire ; les fleuves et rivières situés plus à l'est se jettent tous par des deltas dans l'océan Arctique. Le fleuve est gelé de fin septembre à début juin.

## Affluents principaux
- Rive droite
  - La Malaïa Kouonamka
  - L'Oudia
  - L'Ouele qui se jette dans le fjord de l'Anabar, et est de ce fait souvent considéré comme un fleuve à part entière.
- Rive gauche
  - La Souolema qui se jette dans le fjord de l'Anabar, et est de ce fait souvent considéré comme un fleuve à part entière.
  - Le Kharabyl

## Localités traversées
Le fleuve traverse des régions au climat extrêmement rigoureux, et de ce fait, le peuplement de son bassin est presque nul. L'unique localité digne d'être mentionnée est Saskylakh, située à près de 200 kilomètres de distance de son embouchure.

## Hydrométrie - Les débits à Saskylakh
Le débit du fleuve a été observé pendant 46 ans (période 1954 - 1999) à Saskylakh, localité située à quelque 200 kilomètres en amont de son embouchure dans le golfe d'Anabar.
À Saskylakh, le débit annuel moyen ou module observé sur cette période était de 453 m3/s pour une surface de drainage de plus ou moins 78 800 km2, soit approximativement 80 % de la totalité du bassin versant du fleuve qui en compte approximativement 100 000, bassin de l'Ouèlé inclus. La lame d'eau d'écoulement annuel dans le bassin se montait de ce fait à 181 millimètres, ce qui peut être considéré comme moyennement élevé dans le contexte de la Sibérie nord-orientale.
Le minimum d'étiage est observé de février à avril, avec un débit de 0 m3/s, c'est-à-dire que le fleuve, totalement gelé, arrête de s'écouler durant au moins trois mois. Le débit mensuel moyen maximal est celui du mois de juin avec 3 196 m3/s. Les variations saisonnières sont donc énormes. Sur la durée d'observation de 46 ans, le débit mensuel maximal a été de 5 000 m3/s en juin 1967.

## Économie
Le bassin de l'Anabar contient les plus importants gisements de diamants du monde après ceux d'Afrique et d'Australie. Cette ressource est une des principales sources de revenus de la région et fait de la Russie un des grands producteurs de la région.